# Guglielmo Ferrero

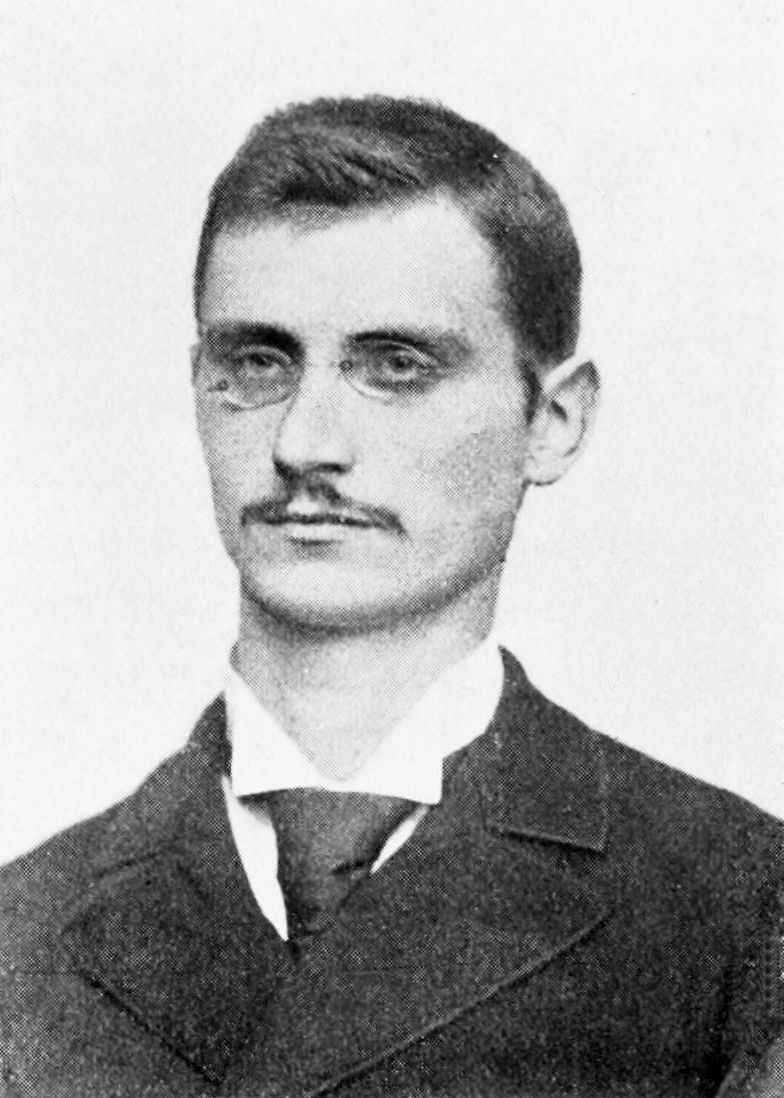
Guglielmo Ferrero

Guglielmo Ferrero, född 21 juli 1871, död 3 augusti 1942, var en italiensk filosof och historiker. Han var gift med Gina Lombroso-Ferrero.
Redan tidigt leddes Ferrero genom sina studier i sociologi, historia och statsfilosofi till att ansluta sig till den halvt republikanska Secoloklubben i Milano. Hans lärare och senare svärfar var Cesare Lombroso. En stor del av sin ungdom tillbringade Ferrero på resor. Intrycken från dessa publicerades i reseskildringarna L'Europa giovane (1897) och Il militarismo (1898). Han intresse för historien tog sin utgångspunkt i det gamla romarrikets historia. Efter en grundlig förberedelse utgav han Grandezza e decadenza di Roma (fem band, 1902-1907), som översattes till en rad språk, bland annat till svenska (Rom: dess storhet och förfall). I detta verk, som skaffade honom ett visst rykte som historiker, koncentrerar han sig kring Roms öden från Sullas till Augustus död. Den ursprungliga planen att föra verket fram till romarrikets fall fullföljdes aldrig. 
Jämte detta huvudverk har Ferrero skrivit flera mindre arbeten om Roms historia såsom Roma antica (1922-1923), La ruine de la civilisation antique (på franska, på italienska 1926, svensk översättning Den antika civilisationens undergång 1927), Julius Cæsar (1925) och Le donne dei Cesari (Romerska kejsarinnor). Vid första världskrigets utbrott anslöt han sig till de allierade program och manade till Italiens anslutning. Efter kriget har han utgett en lång rad större och mindre arbeten, där han framställt sina ibland starkt tendentiösa idéer. I Ancient Rome and modern America (1914, Den latinska anden och den moderna världen) klandrar han den amerikanska kulturens starka betonande av det kvantitativa i motsats till den europeiskas framhållande av det kvalitativa, liksom den latinska kulturens forna krav på måttfullhet och klarhet. Detta verk står i viss motsättning till hans första verk L'Europa giovane, som framhållit den latinska kulturens förfall i motsats till den nordiskas friska kraft.
Strax efter freden framlade han i Memorie e confessioni di un sovrano deposto (1920) sin uppfattning av orsaken till de olyckor som drabbat världen, och fann dem främst i den forna auktoritetsprincipens försvagande. La tragedia della pace (1923, Fredens tragedi) och Da Fiume a Roma (1923, Four years of fascism 1924) är ytterst pessimistiska profetior om Västerlandets undergång.
Som antropolog och psykolog utgav Ferrero tillsammans med Cesare Lombroso 1893 La donna delinquente, där kvinnan som brottsling skildras, och behandlade själv i ett arbete symbolernas problem (I simboli 1893).
Ferrero var från 1930 professor i modern historia vid universitetet i Genève.

## Böcker på svenska
- Romerska kejsarinnor (Le donne dei Cesari) (översättning Ernst Lundquist, Geber, 1913)
- Den latinska anden och den moderna världen (Ancient Rome and modern America) (översättning O. Kinberg och R. Wallenström, Svenska andelsförlaget, 1919)
- Julius Caesar (översättning Hjalmar Bergman, Bonnier, 1921)
- Rom: dess storhet och förfall (Grandezza e decadenza di Roma) (översättning Hjalmar Bergman (del 1-4) och Ernst Lundquist (del 5), Bonniers, 1921-1924)
- Fredens tragedi: Versailles - Ruhr (La tragedia della pace) (översättning Ernst Lundquist, 1923)
- Den antika civilisationens undergång (översättning Anton Lindström, 1927)
- Abessiniernas fånge (Sudore e sangue) (översättning Signe Bodorff, Bonnier, 1936)